# Canadian Premier League de 2021
A Canadian Premier League de 2021 foi a terceira temporada da Canadian Premier League, a primeira divisão do futebol no Canadá. O Pacific FC foi o campeão após vencer o Forge FC na final por 1x0.
Planejava-se iniciar a temporada no dia 22 de maio, fim de semana do Victoria Day, dependendo da aprovação das autoridades governamentais e do governo mediante a pandemia de COVID-19 no Canadá. Entretanto, no dia 14 de maio, foi anunciado que o início do torneio seria adiado para meados de junho ou início de julho.
No dia 5 de junho, a liga confirmou que o torneio começaria em uma única bolha no IG Field em Winnipeg, Manitoba. Essa fase recebeu o nome de "The Kickoff", com cada equipe disputando 8 partidas entre os dias 26 de junho e 24 de julho. Todas a partidas serão realizadas com portões fechados e de acordo com as norma de saúde pública de Manitoba. A CPL planeja que os jogos nos estádios das equipes voltem após o "The Kickoff" e se comprometeu a realizar uma temporada com 28 rodadas.
O tempo de jogo que as equipe devem dar aos jogadores de 21 anos ou menos aumentou de 1.000 minutos para 1.500 minutos nessa temporada.

## Equipes
As oito equipes que participaram da temporada de 2020 da Canadian Premier League estarão de volta nessa temporada. O York9 FC mudou de nome e competirá a partir de agora como York United FC.

### Pessoal e patrocínio
| Equipe          | Treinador          | Capitão         | Patrocinador da camisa | Equipamentos |
| --------------- | ------------------ | --------------- | ---------------------- | ------------ |
| Atlético Ottawa | Mista              | Milovan Kapor   | ComeOn!                | Macron       |
| Cavalry         | Tommy Wheeldon Jr. | Nik Ledgerwood  | WestJet                | Macron       |
| FC Edmonton     | Alan Koch          |                 | Swoop                  | Macron       |
| Forge           | Bobby Smyrniotis   | Kyle Bekker     | Tim Hortons            | Macron       |
| HFX Wanderers   | Stephen Hart       | Andre Rampersad | Volkswagen             | Macron       |
| Pacific         | Pa-Modou Kah       | Jamar Dixon     | Volkswagen             | Macron       |
| Valour          | Phillip Dos Santos | Daryl Fordyce   | OneSoccer              | Macron       |
| York United     | Jim Brennan        | Roger Thompson  | Macron                 | Macron       |

### Estádios e locais
| Atlético Ottawa | Cavalry FC | FC Edmonton | Forge FC | | | | |
| TD Place Stadium | ATCO Field | Clarke Stadium | Tim Hortons Field | | | | |
| Capacidade: 24 000 | Capacidade: 5 288 | Capacidade: 5 100 | Capacidade: 23 218 | | | | |
| | | | | | | | |
| HFX Wanderers | \| Atlético Ottawa Cavalry FC FC Edmonton Forge FC HFX Wanderers Pacific FC Valour FC York UnitedLocalização das equipes participantes da Canadian Premier League de 2021. \| | \| Atlético Ottawa Cavalry FC FC Edmonton Forge FC HFX Wanderers Pacific FC Valour FC York UnitedLocalização das equipes participantes da Canadian Premier League de 2021. \| | \| Atlético Ottawa Cavalry FC FC Edmonton Forge FC HFX Wanderers Pacific FC Valour FC York UnitedLocalização das equipes participantes da Canadian Premier League de 2021. \| | \| Atlético Ottawa Cavalry FC FC Edmonton Forge FC HFX Wanderers Pacific FC Valour FC York UnitedLocalização das equipes participantes da Canadian Premier League de 2021. \| | \| Atlético Ottawa Cavalry FC FC Edmonton Forge FC HFX Wanderers Pacific FC Valour FC York UnitedLocalização das equipes participantes da Canadian Premier League de 2021. \| | \| Atlético Ottawa Cavalry FC FC Edmonton Forge FC HFX Wanderers Pacific FC Valour FC York UnitedLocalização das equipes participantes da Canadian Premier League de 2021. \| | \| Atlético Ottawa Cavalry FC FC Edmonton Forge FC HFX Wanderers Pacific FC Valour FC York UnitedLocalização das equipes participantes da Canadian Premier League de 2021. \| |
| Wanderers Grounds | \| Atlético Ottawa Cavalry FC FC Edmonton Forge FC HFX Wanderers Pacific FC Valour FC York UnitedLocalização das equipes participantes da Canadian Premier League de 2021. \| | \| Atlético Ottawa Cavalry FC FC Edmonton Forge FC HFX Wanderers Pacific FC Valour FC York UnitedLocalização das equipes participantes da Canadian Premier League de 2021. \| | \| Atlético Ottawa Cavalry FC FC Edmonton Forge FC HFX Wanderers Pacific FC Valour FC York UnitedLocalização das equipes participantes da Canadian Premier League de 2021. \| | \| Atlético Ottawa Cavalry FC FC Edmonton Forge FC HFX Wanderers Pacific FC Valour FC York UnitedLocalização das equipes participantes da Canadian Premier League de 2021. \| | \| Atlético Ottawa Cavalry FC FC Edmonton Forge FC HFX Wanderers Pacific FC Valour FC York UnitedLocalização das equipes participantes da Canadian Premier League de 2021. \| | \| Atlético Ottawa Cavalry FC FC Edmonton Forge FC HFX Wanderers Pacific FC Valour FC York UnitedLocalização das equipes participantes da Canadian Premier League de 2021. \| | \| Atlético Ottawa Cavalry FC FC Edmonton Forge FC HFX Wanderers Pacific FC Valour FC York UnitedLocalização das equipes participantes da Canadian Premier League de 2021. \| |
| Capacidade: 6 500 | \| Atlético Ottawa Cavalry FC FC Edmonton Forge FC HFX Wanderers Pacific FC Valour FC York UnitedLocalização das equipes participantes da Canadian Premier League de 2021. \| | \| Atlético Ottawa Cavalry FC FC Edmonton Forge FC HFX Wanderers Pacific FC Valour FC York UnitedLocalização das equipes participantes da Canadian Premier League de 2021. \| | \| Atlético Ottawa Cavalry FC FC Edmonton Forge FC HFX Wanderers Pacific FC Valour FC York UnitedLocalização das equipes participantes da Canadian Premier League de 2021. \| | \| Atlético Ottawa Cavalry FC FC Edmonton Forge FC HFX Wanderers Pacific FC Valour FC York UnitedLocalização das equipes participantes da Canadian Premier League de 2021. \| | \| Atlético Ottawa Cavalry FC FC Edmonton Forge FC HFX Wanderers Pacific FC Valour FC York UnitedLocalização das equipes participantes da Canadian Premier League de 2021. \| | \| Atlético Ottawa Cavalry FC FC Edmonton Forge FC HFX Wanderers Pacific FC Valour FC York UnitedLocalização das equipes participantes da Canadian Premier League de 2021. \| | \| Atlético Ottawa Cavalry FC FC Edmonton Forge FC HFX Wanderers Pacific FC Valour FC York UnitedLocalização das equipes participantes da Canadian Premier League de 2021. \| |
| | \| Atlético Ottawa Cavalry FC FC Edmonton Forge FC HFX Wanderers Pacific FC Valour FC York UnitedLocalização das equipes participantes da Canadian Premier League de 2021. \| | \| Atlético Ottawa Cavalry FC FC Edmonton Forge FC HFX Wanderers Pacific FC Valour FC York UnitedLocalização das equipes participantes da Canadian Premier League de 2021. \| | \| Atlético Ottawa Cavalry FC FC Edmonton Forge FC HFX Wanderers Pacific FC Valour FC York UnitedLocalização das equipes participantes da Canadian Premier League de 2021. \| | \| Atlético Ottawa Cavalry FC FC Edmonton Forge FC HFX Wanderers Pacific FC Valour FC York UnitedLocalização das equipes participantes da Canadian Premier League de 2021. \| | \| Atlético Ottawa Cavalry FC FC Edmonton Forge FC HFX Wanderers Pacific FC Valour FC York UnitedLocalização das equipes participantes da Canadian Premier League de 2021. \| | \| Atlético Ottawa Cavalry FC FC Edmonton Forge FC HFX Wanderers Pacific FC Valour FC York UnitedLocalização das equipes participantes da Canadian Premier League de 2021. \| | \| Atlético Ottawa Cavalry FC FC Edmonton Forge FC HFX Wanderers Pacific FC Valour FC York UnitedLocalização das equipes participantes da Canadian Premier League de 2021. \| |
| Pacific FC | \| Atlético Ottawa Cavalry FC FC Edmonton Forge FC HFX Wanderers Pacific FC Valour FC York UnitedLocalização das equipes participantes da Canadian Premier League de 2021. \| | \| Atlético Ottawa Cavalry FC FC Edmonton Forge FC HFX Wanderers Pacific FC Valour FC York UnitedLocalização das equipes participantes da Canadian Premier League de 2021. \| | \| Atlético Ottawa Cavalry FC FC Edmonton Forge FC HFX Wanderers Pacific FC Valour FC York UnitedLocalização das equipes participantes da Canadian Premier League de 2021. \| | \| Atlético Ottawa Cavalry FC FC Edmonton Forge FC HFX Wanderers Pacific FC Valour FC York UnitedLocalização das equipes participantes da Canadian Premier League de 2021. \| | \| Atlético Ottawa Cavalry FC FC Edmonton Forge FC HFX Wanderers Pacific FC Valour FC York UnitedLocalização das equipes participantes da Canadian Premier League de 2021. \| | \| Atlético Ottawa Cavalry FC FC Edmonton Forge FC HFX Wanderers Pacific FC Valour FC York UnitedLocalização das equipes participantes da Canadian Premier League de 2021. \| | \| Atlético Ottawa Cavalry FC FC Edmonton Forge FC HFX Wanderers Pacific FC Valour FC York UnitedLocalização das equipes participantes da Canadian Premier League de 2021. \| |
| Starlight Stadium | \| Atlético Ottawa Cavalry FC FC Edmonton Forge FC HFX Wanderers Pacific FC Valour FC York UnitedLocalização das equipes participantes da Canadian Premier League de 2021. \| | \| Atlético Ottawa Cavalry FC FC Edmonton Forge FC HFX Wanderers Pacific FC Valour FC York UnitedLocalização das equipes participantes da Canadian Premier League de 2021. \| | \| Atlético Ottawa Cavalry FC FC Edmonton Forge FC HFX Wanderers Pacific FC Valour FC York UnitedLocalização das equipes participantes da Canadian Premier League de 2021. \| | \| Atlético Ottawa Cavalry FC FC Edmonton Forge FC HFX Wanderers Pacific FC Valour FC York UnitedLocalização das equipes participantes da Canadian Premier League de 2021. \| | \| Atlético Ottawa Cavalry FC FC Edmonton Forge FC HFX Wanderers Pacific FC Valour FC York UnitedLocalização das equipes participantes da Canadian Premier League de 2021. \| | \| Atlético Ottawa Cavalry FC FC Edmonton Forge FC HFX Wanderers Pacific FC Valour FC York UnitedLocalização das equipes participantes da Canadian Premier League de 2021. \| | \| Atlético Ottawa Cavalry FC FC Edmonton Forge FC HFX Wanderers Pacific FC Valour FC York UnitedLocalização das equipes participantes da Canadian Premier League de 2021. \| |
| Capacidade: 6 000 | \| Atlético Ottawa Cavalry FC FC Edmonton Forge FC HFX Wanderers Pacific FC Valour FC York UnitedLocalização das equipes participantes da Canadian Premier League de 2021. \| | \| Atlético Ottawa Cavalry FC FC Edmonton Forge FC HFX Wanderers Pacific FC Valour FC York UnitedLocalização das equipes participantes da Canadian Premier League de 2021. \| | \| Atlético Ottawa Cavalry FC FC Edmonton Forge FC HFX Wanderers Pacific FC Valour FC York UnitedLocalização das equipes participantes da Canadian Premier League de 2021. \| | \| Atlético Ottawa Cavalry FC FC Edmonton Forge FC HFX Wanderers Pacific FC Valour FC York UnitedLocalização das equipes participantes da Canadian Premier League de 2021. \| | \| Atlético Ottawa Cavalry FC FC Edmonton Forge FC HFX Wanderers Pacific FC Valour FC York UnitedLocalização das equipes participantes da Canadian Premier League de 2021. \| | \| Atlético Ottawa Cavalry FC FC Edmonton Forge FC HFX Wanderers Pacific FC Valour FC York UnitedLocalização das equipes participantes da Canadian Premier League de 2021. \| | \| Atlético Ottawa Cavalry FC FC Edmonton Forge FC HFX Wanderers Pacific FC Valour FC York UnitedLocalização das equipes participantes da Canadian Premier League de 2021. \| |
| | \| Atlético Ottawa Cavalry FC FC Edmonton Forge FC HFX Wanderers Pacific FC Valour FC York UnitedLocalização das equipes participantes da Canadian Premier League de 2021. \| | \| Atlético Ottawa Cavalry FC FC Edmonton Forge FC HFX Wanderers Pacific FC Valour FC York UnitedLocalização das equipes participantes da Canadian Premier League de 2021. \| | \| Atlético Ottawa Cavalry FC FC Edmonton Forge FC HFX Wanderers Pacific FC Valour FC York UnitedLocalização das equipes participantes da Canadian Premier League de 2021. \| | \| Atlético Ottawa Cavalry FC FC Edmonton Forge FC HFX Wanderers Pacific FC Valour FC York UnitedLocalização das equipes participantes da Canadian Premier League de 2021. \| | \| Atlético Ottawa Cavalry FC FC Edmonton Forge FC HFX Wanderers Pacific FC Valour FC York UnitedLocalização das equipes participantes da Canadian Premier League de 2021. \| | \| Atlético Ottawa Cavalry FC FC Edmonton Forge FC HFX Wanderers Pacific FC Valour FC York UnitedLocalização das equipes participantes da Canadian Premier League de 2021. \| | \| Atlético Ottawa Cavalry FC FC Edmonton Forge FC HFX Wanderers Pacific FC Valour FC York UnitedLocalização das equipes participantes da Canadian Premier League de 2021. \| |
| Valour FC | \| Atlético Ottawa Cavalry FC FC Edmonton Forge FC HFX Wanderers Pacific FC Valour FC York UnitedLocalização das equipes participantes da Canadian Premier League de 2021. \| | \| Atlético Ottawa Cavalry FC FC Edmonton Forge FC HFX Wanderers Pacific FC Valour FC York UnitedLocalização das equipes participantes da Canadian Premier League de 2021. \| | \| Atlético Ottawa Cavalry FC FC Edmonton Forge FC HFX Wanderers Pacific FC Valour FC York UnitedLocalização das equipes participantes da Canadian Premier League de 2021. \| | \| Atlético Ottawa Cavalry FC FC Edmonton Forge FC HFX Wanderers Pacific FC Valour FC York UnitedLocalização das equipes participantes da Canadian Premier League de 2021. \| | \| Atlético Ottawa Cavalry FC FC Edmonton Forge FC HFX Wanderers Pacific FC Valour FC York UnitedLocalização das equipes participantes da Canadian Premier League de 2021. \| | \| Atlético Ottawa Cavalry FC FC Edmonton Forge FC HFX Wanderers Pacific FC Valour FC York UnitedLocalização das equipes participantes da Canadian Premier League de 2021. \| | \| Atlético Ottawa Cavalry FC FC Edmonton Forge FC HFX Wanderers Pacific FC Valour FC York UnitedLocalização das equipes participantes da Canadian Premier League de 2021. \| |
| IG Field | \| Atlético Ottawa Cavalry FC FC Edmonton Forge FC HFX Wanderers Pacific FC Valour FC York UnitedLocalização das equipes participantes da Canadian Premier League de 2021. \| | \| Atlético Ottawa Cavalry FC FC Edmonton Forge FC HFX Wanderers Pacific FC Valour FC York UnitedLocalização das equipes participantes da Canadian Premier League de 2021. \| | \| Atlético Ottawa Cavalry FC FC Edmonton Forge FC HFX Wanderers Pacific FC Valour FC York UnitedLocalização das equipes participantes da Canadian Premier League de 2021. \| | \| Atlético Ottawa Cavalry FC FC Edmonton Forge FC HFX Wanderers Pacific FC Valour FC York UnitedLocalização das equipes participantes da Canadian Premier League de 2021. \| | \| Atlético Ottawa Cavalry FC FC Edmonton Forge FC HFX Wanderers Pacific FC Valour FC York UnitedLocalização das equipes participantes da Canadian Premier League de 2021. \| | \| Atlético Ottawa Cavalry FC FC Edmonton Forge FC HFX Wanderers Pacific FC Valour FC York UnitedLocalização das equipes participantes da Canadian Premier League de 2021. \| | \| Atlético Ottawa Cavalry FC FC Edmonton Forge FC HFX Wanderers Pacific FC Valour FC York UnitedLocalização das equipes participantes da Canadian Premier League de 2021. \| |
| Capacidade: 33 234 | \| Atlético Ottawa Cavalry FC FC Edmonton Forge FC HFX Wanderers Pacific FC Valour FC York UnitedLocalização das equipes participantes da Canadian Premier League de 2021. \| | \| Atlético Ottawa Cavalry FC FC Edmonton Forge FC HFX Wanderers Pacific FC Valour FC York UnitedLocalização das equipes participantes da Canadian Premier League de 2021. \| | \| Atlético Ottawa Cavalry FC FC Edmonton Forge FC HFX Wanderers Pacific FC Valour FC York UnitedLocalização das equipes participantes da Canadian Premier League de 2021. \| | \| Atlético Ottawa Cavalry FC FC Edmonton Forge FC HFX Wanderers Pacific FC Valour FC York UnitedLocalização das equipes participantes da Canadian Premier League de 2021. \| | \| Atlético Ottawa Cavalry FC FC Edmonton Forge FC HFX Wanderers Pacific FC Valour FC York UnitedLocalização das equipes participantes da Canadian Premier League de 2021. \| | \| Atlético Ottawa Cavalry FC FC Edmonton Forge FC HFX Wanderers Pacific FC Valour FC York UnitedLocalização das equipes participantes da Canadian Premier League de 2021. \| | \| Atlético Ottawa Cavalry FC FC Edmonton Forge FC HFX Wanderers Pacific FC Valour FC York UnitedLocalização das equipes participantes da Canadian Premier League de 2021. \| |
| | \| Atlético Ottawa Cavalry FC FC Edmonton Forge FC HFX Wanderers Pacific FC Valour FC York UnitedLocalização das equipes participantes da Canadian Premier League de 2021. \| | \| Atlético Ottawa Cavalry FC FC Edmonton Forge FC HFX Wanderers Pacific FC Valour FC York UnitedLocalização das equipes participantes da Canadian Premier League de 2021. \| | \| Atlético Ottawa Cavalry FC FC Edmonton Forge FC HFX Wanderers Pacific FC Valour FC York UnitedLocalização das equipes participantes da Canadian Premier League de 2021. \| | \| Atlético Ottawa Cavalry FC FC Edmonton Forge FC HFX Wanderers Pacific FC Valour FC York UnitedLocalização das equipes participantes da Canadian Premier League de 2021. \| | \| Atlético Ottawa Cavalry FC FC Edmonton Forge FC HFX Wanderers Pacific FC Valour FC York UnitedLocalização das equipes participantes da Canadian Premier League de 2021. \| | \| Atlético Ottawa Cavalry FC FC Edmonton Forge FC HFX Wanderers Pacific FC Valour FC York UnitedLocalização das equipes participantes da Canadian Premier League de 2021. \| | \| Atlético Ottawa Cavalry FC FC Edmonton Forge FC HFX Wanderers Pacific FC Valour FC York UnitedLocalização das equipes participantes da Canadian Premier League de 2021. \| |
| York United | \| Atlético Ottawa Cavalry FC FC Edmonton Forge FC HFX Wanderers Pacific FC Valour FC York UnitedLocalização das equipes participantes da Canadian Premier League de 2021. \| | \| Atlético Ottawa Cavalry FC FC Edmonton Forge FC HFX Wanderers Pacific FC Valour FC York UnitedLocalização das equipes participantes da Canadian Premier League de 2021. \| | \| Atlético Ottawa Cavalry FC FC Edmonton Forge FC HFX Wanderers Pacific FC Valour FC York UnitedLocalização das equipes participantes da Canadian Premier League de 2021. \| | \| Atlético Ottawa Cavalry FC FC Edmonton Forge FC HFX Wanderers Pacific FC Valour FC York UnitedLocalização das equipes participantes da Canadian Premier League de 2021. \| | \| Atlético Ottawa Cavalry FC FC Edmonton Forge FC HFX Wanderers Pacific FC Valour FC York UnitedLocalização das equipes participantes da Canadian Premier League de 2021. \| | \| Atlético Ottawa Cavalry FC FC Edmonton Forge FC HFX Wanderers Pacific FC Valour FC York UnitedLocalização das equipes participantes da Canadian Premier League de 2021. \| | \| Atlético Ottawa Cavalry FC FC Edmonton Forge FC HFX Wanderers Pacific FC Valour FC York UnitedLocalização das equipes participantes da Canadian Premier League de 2021. \| |
| York Lions | \| Atlético Ottawa Cavalry FC FC Edmonton Forge FC HFX Wanderers Pacific FC Valour FC York UnitedLocalização das equipes participantes da Canadian Premier League de 2021. \| | \| Atlético Ottawa Cavalry FC FC Edmonton Forge FC HFX Wanderers Pacific FC Valour FC York UnitedLocalização das equipes participantes da Canadian Premier League de 2021. \| | \| Atlético Ottawa Cavalry FC FC Edmonton Forge FC HFX Wanderers Pacific FC Valour FC York UnitedLocalização das equipes participantes da Canadian Premier League de 2021. \| | \| Atlético Ottawa Cavalry FC FC Edmonton Forge FC HFX Wanderers Pacific FC Valour FC York UnitedLocalização das equipes participantes da Canadian Premier League de 2021. \| | \| Atlético Ottawa Cavalry FC FC Edmonton Forge FC HFX Wanderers Pacific FC Valour FC York UnitedLocalização das equipes participantes da Canadian Premier League de 2021. \| | \| Atlético Ottawa Cavalry FC FC Edmonton Forge FC HFX Wanderers Pacific FC Valour FC York UnitedLocalização das equipes participantes da Canadian Premier League de 2021. \| | \| Atlético Ottawa Cavalry FC FC Edmonton Forge FC HFX Wanderers Pacific FC Valour FC York UnitedLocalização das equipes participantes da Canadian Premier League de 2021. \| |
| Capacidade: 8 000 | \| Atlético Ottawa Cavalry FC FC Edmonton Forge FC HFX Wanderers Pacific FC Valour FC York UnitedLocalização das equipes participantes da Canadian Premier League de 2021. \| | \| Atlético Ottawa Cavalry FC FC Edmonton Forge FC HFX Wanderers Pacific FC Valour FC York UnitedLocalização das equipes participantes da Canadian Premier League de 2021. \| | \| Atlético Ottawa Cavalry FC FC Edmonton Forge FC HFX Wanderers Pacific FC Valour FC York UnitedLocalização das equipes participantes da Canadian Premier League de 2021. \| | \| Atlético Ottawa Cavalry FC FC Edmonton Forge FC HFX Wanderers Pacific FC Valour FC York UnitedLocalização das equipes participantes da Canadian Premier League de 2021. \| | \| Atlético Ottawa Cavalry FC FC Edmonton Forge FC HFX Wanderers Pacific FC Valour FC York UnitedLocalização das equipes participantes da Canadian Premier League de 2021. \| | \| Atlético Ottawa Cavalry FC FC Edmonton Forge FC HFX Wanderers Pacific FC Valour FC York UnitedLocalização das equipes participantes da Canadian Premier League de 2021. \| | \| Atlético Ottawa Cavalry FC FC Edmonton Forge FC HFX Wanderers Pacific FC Valour FC York UnitedLocalização das equipes participantes da Canadian Premier League de 2021. \| |
| | \| Atlético Ottawa Cavalry FC FC Edmonton Forge FC HFX Wanderers Pacific FC Valour FC York UnitedLocalização das equipes participantes da Canadian Premier League de 2021. \| | \| Atlético Ottawa Cavalry FC FC Edmonton Forge FC HFX Wanderers Pacific FC Valour FC York UnitedLocalização das equipes participantes da Canadian Premier League de 2021. \| | \| Atlético Ottawa Cavalry FC FC Edmonton Forge FC HFX Wanderers Pacific FC Valour FC York UnitedLocalização das equipes participantes da Canadian Premier League de 2021. \| | \| Atlético Ottawa Cavalry FC FC Edmonton Forge FC HFX Wanderers Pacific FC Valour FC York UnitedLocalização das equipes participantes da Canadian Premier League de 2021. \| | \| Atlético Ottawa Cavalry FC FC Edmonton Forge FC HFX Wanderers Pacific FC Valour FC York UnitedLocalização das equipes participantes da Canadian Premier League de 2021. \| | \| Atlético Ottawa Cavalry FC FC Edmonton Forge FC HFX Wanderers Pacific FC Valour FC York UnitedLocalização das equipes participantes da Canadian Premier League de 2021. \| | \| Atlético Ottawa Cavalry FC FC Edmonton Forge FC HFX Wanderers Pacific FC Valour FC York UnitedLocalização das equipes participantes da Canadian Premier League de 2021. \| |
| Atlético Ottawa Cavalry FC FC Edmonton Forge FC HFX Wanderers Pacific FC Valour FC York UnitedLocalização das equipes participantes da Canadian Premier League de 2021. | | | | | | | |

## Temporada regular
Entre 26 de junho e 24 de julho, as equipes disputarão suas primeiras 8 partidas no IG Field, em Winnipeg. Equipes do leste do Canadá e do oeste do Canadá jogarão duas partidas contra cada uma das quatro equipes da região oposta, visando reduzir o número de viagens das equipes. Para o restante da temporada, cada equipe disputará 16 partidas contra equipes da mesma divisão e 4 partidas contra equipes da divisão oposta.
| Pos | Equipe              | J  | V  | E  | D  | GM | GC | SD  | Pts | Qualificação e rebaixamento   |
| --- | ------------------- | -- | -- | -- | -- | -- | -- | --- | --- | ----------------------------- |
| 1   | Forge (Q)           | 28 | 16 | 2  | 10 | 39 | 24 | +15 | 50  | Classificado para os playoffs |
| 2   | Cavalry (Q)         | 28 | 14 | 8  | 6  | 34 | 30 | +4  | 50  | Classificado para os playoffs |
| 3   | Pacific (Q)         | 28 | 13 | 6  | 9  | 47 | 34 | +13 | 45  | Classificado para os playoffs |
| 4   | York United (Q)     | 28 | 8  | 12 | 8  | 35 | 39 | −4  | 36  | Classificado para os playoffs |
| 5   | Valour (E)          | 28 | 10 | 5  | 13 | 38 | 36 | +2  | 35  |                               |
| 6   | HFX Wanderers (E)   | 28 | 8  | 11 | 9  | 28 | 34 | −6  | 35  |                               |
| 7   | FC Edmonton (E)     | 28 | 6  | 10 | 12 | 34 | 41 | -7  | 28  |                               |
| 8   | Atlético Ottawa (E) | 28 | 6  | 8  | 14 | 30 | 47 | −17 | 26  |                               |

Regras para classificação: 1) pontos; 2) pontos em confronto direto; 3) saldo de gols; 4) gols marcados; 5) vitórias; 6) minutos jogados por jogadores sub-21; 7) moeda ou sorteio.

## Resultados

#### The Kickoff
|                 | CAV | FCE | PAC | VAL | ATO | FOR | HFX | YOR |
| --------------- | --- | --- | --- | --- | --- | --- | --- | --- |
| Cavalry FC      | —   |     |     |     | 0–2 | 0–2 | 0–0 | 2–1 |
| FC Edmonton     |     | —   |     |     | 0–1 | 2–0 | 1–0 | 1–1 |
| Pacific FC      |     |     | —   |     | 4–2 | 1–2 | 2–0 | 3–0 |
| Valour FC       |     |     |     | —   | 2–0 | 1–0 | 2–0 | 3–0 |
| Atlético Ottawa | 1–4 | 1–1 | 0–1 | 0–1 | —   |     |     |     |
| Forge FC        | 1–2 | 1–0 | 3–0 | 0–2 |     | —   |     |     |
| HFX Wanderers   | 1–2 | 2–1 | 0–0 | 1–0 |     |     | —   |     |
| York United     | 0–0 | 1–0 | 2–2 | 2–1 |     |     |     | —   |

|             | CAV | FCE | PAC | VAL |
| ----------- | --- | --- | --- | --- |
| Cavalry FC  | —   | 2–1 | 0–0 | 1–0 |
| Cavalry FC  | —   | 2–2 | 2–1 | 2–4 |
| FC Edmonton | 0–1 | —   | 1–2 | 3–1 |
| FC Edmonton | 2–3 | —   | 1–1 | 0–0 |
| Pacific FC  | 2–0 | 2–2 | —   | 2–1 |
| Pacific FC  | 1–2 | 5–1 | —   | 3–2 |
| Valour FC   | 0–1 | 3–0 | 0–2 | —   |
| Valour FC   | 1–1 | 0–3 | 1–3 | —   |

|                 | ATO | FOR | HFX | YOR |
| --------------- | --- | --- | --- | --- |
| Atlético Ottawa | —   | 0–1 | 2–1 | 1–1 |
| Atlético Ottawa | —   | 0–3 | 2–2 | 2–2 |
| Forge           | 2–0 | —   | 1–1 | 0–1 |
| Forge           | 4–0 | —   | 4–1 | 3–1 |
| HFX Wanderers   | 2–1 | 2–0 | —   | 2–3 |
| HFX Wanderers   | 2–1 | 0–1 | —   | 3–3 |
| York United     | 2–0 | 0–1 | 1–1 | —   |
| York United     | 1–1 | 1–2 | 0–0 | —   |

#### Combinado
|                 | CAV | FCE | PAC | VAL | ATO | FOR | HFX | YOR |
| --------------- | --- | --- | --- | --- | --- | --- | --- | --- |
| Cavalry FC      | —   | 1–1 | 1–0 | 2–4 |     |     | 0–0 | 2–1 |
| FC Edmonton     |     | —   | 2–1 | 3–3 | 3–4 | 1–0 |     |     |
| Pacific FC      | 3–1 |     | —   | 3–2 | 1–1 |     |     | 1–2 |
| Valour FC       | 0–0 | 1–1 |     | —   |     | 3–1 | 3–0 |     |
| Atlético Ottawa | 3–1 |     |     | 2–0 | —   |     | 1–2 | 1–1 |
| Forge FC        | 0–1 |     | 2–1 |     | 2–0 | —   |     | 0–2 |
| HFX Wanderers   |     | 1–0 | 1–0 |     | 1–1 | 0–0 | —   |     |
| York United     |     | 1–1 |     | 2–1 |     | 1–3 | 2–2 | —   |

## Playoffs
Os quatro primeiros colocados na temporada regular se qualificarão para os playoffs. O primeiro colocado receberá o quarto colocado e o segundo colocado receberá o terceiro colocado, ambos em jogo único. Os vencedores dos confrontos se enfrentarão na final do campeonato, que será disputada em jogo único com mando de campo da equipe melhor colocada.
|  | Semifinais | Semifinais  | Semifinais |            |   | Final    | Final | Final |  |
|  |            |             |            |            |   |          |       |       |  |
|  | 1          | Forge FC    | 3          |            |   |          |       |       |  |
|  | 1          | Forge FC    | 3          |            |   |          |       |       |  |
|  | 4          | York United | 1          |            |   |          |       |       |  |
|  | 4          | York United | 1          |            | 1 | Forge FC | 0     |       |  |
|  |            |             |            |            | 1 | Forge FC | 0     |       |  |
|  |            |             | 3          | Pacific FC | 1 |          |       |       |  |
|  | 2          | Cavalry FC  | 3          | Pacific FC | 1 | 1        |       |       |  |
|  | 2          | Cavalry FC  |            |            |   |          |       |       |  |
|  | 3          | Pacific FC  | 2          |            |   |          |       |       |  |

### Partidas

#### Semifinais
| 20 de novembro de 2021 | Cavalry FC | 1 – 2 (pro) | Pacific FC                          | Foothills County, Alberta                                       |  |
| 15:00                  | Yao 47'    | Relatório   | Campbell 33' · Carducci 105' (g.c.) | Estádio: ATCO Field Público: 2 927 Árbitro: Pierre-Luc Lauzière |  |

| 21 de novembro de 2021 | Forge FC                                       | 3 – 1     | York United  | Hamilton, Ontario                                               |  |
| 15:00                  | Pacius 9' · Navarro 66' · Verhoeven 73' (g.c.) | Relatório | Petrasso 38' | Estádio: Tim Hortons Field Público: 5 123 Árbitro: Juan Marquez |  |

#### Final
| 5 de dezembro de 2021 | Forge FC | 0 – 1     | Pacific FC     | Hamilton, Ontário                                |  |
| 16:30 ET              |          | Relatório | Hojabrpour 59' | Estádio: Tim Hortons Field Árbitro: Yusri Rudolf |  |

## Premiação
| Canadian Premier League de 2021 |
| ------------------------------- |
| Pacific FC Campeão (1.º título) |

## Estatísticas da temporada
| Pos. | Jogador         | Equipe          | Gols |
| ---- | --------------- | --------------- | ---- |
| 1    | João Morelli    | HFX Wanderers   | 14   |
| 2    | Easton Ongaro   | Edmonton        | 12   |
| 3    | Terran Campbell | Pacific         | 11   |
| 4    | Alejandro Díaz  | Pacific         | 10   |
| 4    | Malcolm Shaw    | Atlético Ottawa | 10   |
| 6    | Moses Dyer      | Valour          | 9    |
| 7    | William Akio    | Valour          | 8    |

| Pos. | Jogador            | Equipe          | Asistências |
| ---- | ------------------ | --------------- | ----------- |
| 1    | Tobias Warschewski | Edmonton        | 7           |
| 2    | Marco Bustos       | Pacific         | 6           |
| 2    | Tristan Borges     | Forge FC        | 6           |
| 4    | Fraser Aird        | Edmonton        | 5           |
| 4    | Terran Campbell    | Pacific         | 5           |
| 4    | Ben Fisk           | Cavalry         | 5           |
| 4    | Michael Petrasso   | York United     | 5           |
| 4    | Zach Verhoven      | Atlético Ottawa | 5           |

## Transferência de jogadores
As equipes da Premier League canadense podem assinar no máximo sete jogadores internacionais, dos quais apenas cinco podem estar na formação inicial de cada partida. Começando a temporada, cada equipe deve ter no minimo quatro jogadores internacionais, sejam assinados ou aprovados pelo parceiro de olheiros da liga, a 21st Club. Os seguintes jogadores são considerados jogadores estrangeiros para a temporada de 2021. Essa lista não inclui jogadores canadenses que representam outros países ao nível internacional.
| Clube           | Jogador 1                   | Jogador 2           | Jogador 3            | Jogador 4          | Jogador 5       | Jogador 6       | Jogador 7     |
| --------------- | --------------------------- | ------------------- | -------------------- | ------------------ | --------------- | --------------- | ------------- |
| Atlético Ottawa | Viti Martínez               | Vashon Neufville    | Tevin Shaw           | Miguel Acosta      | Rafael Núñez    | Alberto Soto    | Raúl Uche     |
| Cavalry FC      | José Escalante              | Richard Luca        | Tom Field            | Daan Klomp         | Joe Mason       |                 |               |
| FC Edmonton     | Jeannot Esua                | Ramón Soria         | Sharly Mabussi       | Tobias Warschewski | Hunter Gorskie  | Roberto Avila   |               |
| Forge FC        | Alexander Achinioti-Jönsson | Elimane Cissé       | Daniel Krutzen       | Paolo Sabak        | Joshua Navarro  | Omar Browne     |               |
| HFX Wanderers   | Akeem Garcia                | Andre Rampersad     | Peter Schaale        | Alex Marshall      | João Morelli    | Eriks Santos    | Cory Bent     |
| Pacific FC      | Alejandro Díaz              | Ollie Bassett       | Gianni dos Santos    |                    |                 |                 |               |
| Valour FC       | José Galán                  | Arnold Bouka Moutou | Andrew Jean-Baptiste | Amir Soto          | Moses Dyer      | Rafael Galhardo | Rodrigo Reyes |
| York United     | Álvaro Rivero               | Nicholas Hamilton   | Julian Ulbricht      | Gerard Lavergne    | Osvaldo Ramirez |                 |               |

O nome em itálico indica que o jogador está jogando sua primeira temporada pela equipe indicada. Os jogadores estão organizados em ordem cronológica a partir da sua apresentação pelo seu clube.